# Plan de Roussel

Plan de Roussel

Der plan de Roussel (Originaltitel: Paris, ses fauxbourgs et ses environs où se trouve le détail des villages, châteaux, grands chemins pavez et autres, des hauteurs, bois, vignes, terres et prez, levez géométriquement. [Paris, seine Vororte und seine Umgebung mit Einzelheiten der Dörfer, Schlösser, großen Straßen, Wäldern, Weinbergen]) ist eine um 1730 entstandene historische Karte von Paris und seiner Umgebung, die neun Seiten von 57 × 38 cm umfasst. Der königliche Ingenieur Roussel (16.. bis 1733) war für den Plan verantwortlich und gab ihm seinen Namen.
Der Plan sei laut Alfred Bonnardot aufgrund seiner Exaktheit und der Schönheit seiner Gravur sehr bemerkenswert. Er ist nach den Meridianen ausgerichtet. 1738 erschien eine neue Auflage des Planes auf zwei Seiten.